# Kanuslalom-Europameisterschaften 2016
Die Kanuslalom-Europameisterschaften 2016 fanden in Liptovský Mikuláš, Slowakei, unter der Leitung des Europäischen Kanuverbandes (ECA) statt. Es war die 17. Ausgabe des Wettbewerbs und sie fanden vom 12. bis zum 15. Mai 2016 im Ondrej Cibak Whitewater Slalom Course statt. Es war das zweite Mal nach 2007, dass Kanuslalom-Europameisterschaften in Liptovský Mikuláš stattfanden.
Die Wettbewerbe dienten auch als Qualifikationswettkampf für die Olympischen Sommerspiele 2016 in Rio de Janeiro.

## Ergebnisse
Insgesamt wurden zehn Wettbewerbe austragen.

### Männer

#### Canadier
| Wettbewerb | Gold | Gold   | Silber | Silber | Bronze                                                                                      | Bronze |
| ---------- | --- | ------ | --- | ------ | ------------------------------------------------------------------------------------------- | ------ |
| C1         | Alexander Slafkovský                                                                                      | 99,87  | Michal Martikán | 101,66 | Ander Elosegi                                                                               | 102,56 |
| C1 Team    | SlowakeiMichal Martikán Alexander Slafkovský Matej Beňuš                                                  | 118,26 | PolenGrzegorz Hedwig Przemysław Plewa Igor Sztuba                                                                    | 125,70 | Vereinigtes KönigreichDavid Florence Ryan Westley Adam Burgess                              | 128,67 |
| C2         | SlowakeiTomáš Kučera/Ján Bátik                                                                            | 112,70 | SlowenienLuka Božič/Sašo Taljai                                                                                      | 113,16 | DeutschlandDavid Schröder/Nico Bettge                                                       | 113,23 |
| C2 Team    | SlowakeiPavol Hochschorner & Peter Hochschorner Ladislav Škantár & Peter Škantár Tomáš Kučera & Ján Bátik | 139,94 | PolenPiotr Szczepański & Marcin Pochwała Filip Brzeziński & Andrzej Brzeziński Michał Wiercioch & Grzegorz Majerczak | 140,93 | DeutschlandFranz Anton & Jan Benzien David Schröder & Nico Bettge Kai Müller & Kevin Müller | 142,39 |

#### Kajak
| Wettbewerb | Gold                                                  | Gold   | Silber                                                | Silber | Bronze                                           | Bronze |
| ---------- | ----------------------------------------------------- | ------ | ----------------------------------------------------- | ------ | ------------------------------------------------ | ------ |
| K1         | Jiří Prskavec                                         | 91,44  | Vavřinec Hradilek                                     | 91,45  | Hannes Aigner                                    | 92,91  |
| K1 Team    | TschechienJiří Prskavec Vít Přindiš Vavřinec Hradilek | 108,00 | FrankreichBoris Neveu Sébastien Combot Étienne Daille | 109,07 | SpanienSamuel Hernanz Joan Crespo Unai Nabaskues | 112,71 |

### Frauen

#### Canadier
| Wettbewerb | Gold                                                                 | Gold   | Silber                                                    | Silber | Bronze                                                | Bronze |
| ---------- | -------------------------------------------------------------------- | ------ | --------------------------------------------------------- | ------ | ----------------------------------------------------- | ------ |
| C1         | Núria Vilarrubla                                                     | 124,91 | Kateřina Hošková                                          | 125,57 | Mallory Franklin                                      | 126,27 |
| C1 Team    | Vereinigtes KönigreichMallory Franklin Kimberley Woods Eilidh Gibson | 185,03 | TschechienKateřina Hošková Monika Jančová Martina Satková | 226,09 | DeutschlandAndrea Herzog Lena Stöcklin Birgit Ohmayer | 245,63 |

#### Kajak
| Wettbewerb | Gold                                                            | Gold   | Silber                                                     | Silber | Bronze                                                  | Bronze |
| ---------- | --------------------------------------------------------------- | ------ | ---------------------------------------------------------- | ------ | ------------------------------------------------------- | ------ |
| K1         | Melanie Pfeifer                                                 | 108,86 | Urša Kragelj                                               | 109,44 | Jana Dukátová                                           | 111,13 |
| K1 Team    | Vereinigtes KönigreichFiona Pennie Kimberley Woods Lizzie Neave | 124,28 | DeutschlandMelanie Pfeifer Jasmin Schornberg Lisa Fritsche | 128,56 | SlowakeiElena Kaliská Jana Dukátová Kristína Nevařilová | 133,43 |

## Medaillenspiegel
| Platz  | Land                   | Gold | Silber | Bronze | Gesamt |
| ------ | ---------------------- | ---- | ------ | ------ | ------ |
| 1      | Slowakei               | 4    | 1      | 2      | 7      |
| 2      | Tschechien             | 2    | 3      | 0      | 5      |
| 3      | Vereinigtes Königreich | 2    | 0      | 2      | 4      |
| 4      | Deutschland            | 1    | 1      | 4      | 6      |
| 5      | Spanien                | 1    | 0      | 2      | 3      |
| 6      | Polen                  | 0    | 2      | 0      | 2      |
| 6      | Slowenien              | 0    | 2      | 0      | 2      |
| 8      | Frankreich             | 0    | 1      | 0      | 1      |
| Gesamt |                        | 10   | 10     | 10     | 30     |